# Massaker von Cesena
Das Massaker von Cesena oder auch Plünderung der Bretonen war ein Massaker, das am 3. Februar 1377 verübt wurde, als der Großteil der Bevölkerung der Stadt Cesena von Söldnertruppen, die vom Kirchenstaat angeheuert worden waren, getötet wurde, obwohl sie sich ergeben hatten.

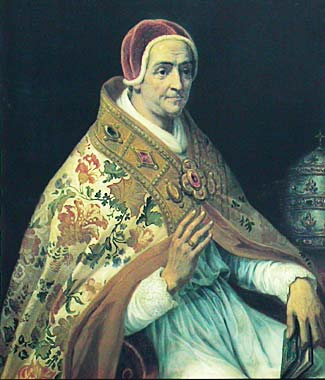
Robert von Genf, genannt „macellator caesenatum“; hier abgebildet, als er unter dem Namen Clemens VII. zum Gegenpapst wurde

Verschiedene Quellen sprechen von 4000 bis 5000 Opfern. Das Massaker wurde in ganz Europa bekannt und war eines der größten Massaker an Zivilisten in der mittelalterlichen Geschichte.

## Geschichte
Im Jahr 1375 siedelten die päpstlichen Legaten im Hinblick auf die bevorstehende Rückkehr des Papstes von Avignon nach Rom die Gebiete des Kirchenstaates neu an, die nach dem Schwarzen Tod von 1348 von Epidemien, Hungersnöten und wirtschaftlicher Stagnation aufgrund des Arbeitskräftemangels betroffen waren. Die päpstlichen Legaten waren alle französischer Herkunft und bei der einheimischen Bevölkerung unbeliebt. Unter diesen Umständen bat Florenz die Stadt Bologna um Getreide, doch der Kardinal der Stadt, Guillaume Noellet, verweigerte die gewünschte Hilfe.
In der Zwischenzeit hatte der Papst die Kompanie der Bretonen unter dem Kommando von Jean de Malestroit angeheuert, die für ihre Grausamkeit bekannt waren und Bologna belagerten, bevor sie gegen Florenz zogen. In diesem Zusammenhang kam es zum Krieg der Acht Heiligen zwischen Florenz und anderen italienischen Städten gegen das Papsttum. Die Rückkehr des Papstes nach Rom nach seiner Gefangenschaft in Avignon beendete jedoch nicht den Krieg in der Emilia und der Romagna, wo Söldner im Sold des Kirchenstaates und auf Befehl der päpstlichen Legaten gegen die Bevölkerung wüteten, die sie verteidigen sollten, was zu Unzufriedenheit und insbesondere zu Unruhen in Cesena führte, wo sich Kardinal Robert von Genf niedergelassen hatte.
Cesena war eine Stadt, die nach der Kapitulation der Familie Ordelaffi im Jahr 1357 unter die Kontrolle der päpstlichen Familie Malatesta geriet, die den Bretonen, die an der Belagerung von Bologna teilgenommen hatten, erlaubte, in der romagnolischen Stadt zu lagern. In Cesena kam es am 2. Februar 1377 zu einer Auseinandersetzung zwischen bretonischen Söldnern und einigen Metzgern, die in einen Aufruhr ausartete, der bald auf die ganze Stadt übergriff. Die Zusammenstöße dauerten den ganzen Tag an, wobei die Söldner zunächst den Kürzeren zogen, so dass sich der päpstliche Legat gezwungen sah, sich in der Zitadelle zu verschanzen, um sich vor der Wut des Volkes zu schützen; mehrere hundert Bretonen starben bei den Unruhen oder wurden von der Menge gelyncht.
Um den Aufstand niederzuschlagen, rief Kardinal Robert von Genf – später „macellator caesenatum“ („Henker von Cesena“) genannt und als Clemens VII. zum Gegenpapst ernannt – weitere Söldnertruppen zur Verstärkung herbei, angeführt von dem englischen Condottiere John Hawkwood, der in den italienischen Chroniken jener Zeit als Giovanni Acuto bekannt ist. Als Warnung für alle Gebiete, die der römischen Kirche unterstanden, befahl er das Massaker an der Bevölkerung von Cesena. Am 3. Februar plünderten die Söldner die Stadt und massakrierten die Bevölkerung, die sich bereits ergeben hatte, indem sie die Waffen niederlegten und auf Vergebung hofften. Die Vergeltungsmaßnahmen verschonten niemanden, nicht einmal Frauen und Kinder, und am Ende waren mehr als 4.000 Tote zu beklagen. Chronisten berichten von 4.000 Toten und ebenso vielen Deportierten unter der Zivilbevölkerung; andere Quellen sprechen von mehr als 5.000 Opfern unter den Bewohnern der Stadt und des Umlandes.
Am 8. Februar schrieb die Kommune von Florenz an die verbündeten Städte Perugia, Arezzo, Fermo, Ascoli und Siena sowie an den König von Frankreich und andere europäische Herrscher, um sie über den Vorfall zu informieren und die Verantwortung des Kardinals zu bekräftigen. Dieser Versuch, die allgemeine Empörung über das Massaker von Cesena auszunutzen, blieb jedoch erfolglos. Später wurde das zerstörte Cesena von Papst Urban VI. an Galeotto I. Malatesta übergeben, der die Stadt wieder aufbaute und die Herrschaft der Malatesta begründete.